# Valentina Ivajnenko
Valentina Yúrievna Ivajnenko (ruso: Валентина Юрьевна Ивахненко; nació el 27 de junio de 1993) es una jugadora de tenis profesional de Ucrania (hasta 2014) y Rusia (desde 2014).
El 20 de mayo de 2013, llegó a su más alto ranking en la WTA el cual fue la número 217, mientras que su mejor ranking de dobles fue 125 el 18 de marzo de 2013. En septiembre de 2014, Ivajnenko cambió a una bandera rusa debido a ser de Yalta.

## Títulos WTA (0; 0+0)

### Dobles (0)
| Leyenda                    |
| -------------------------- |
| Grand Slam (0)             |
| Juegos Olímpicos (0)       |
| WTA Tour Championships (0) |
| Premier Mandatory (0)      |
| Premier 5 (0)              |
| Premier (0)                |
| International (0)          |

#### Finalista (1)
| N.º | Fecha               | Torneo   | Superficie | Pareja           | Oponentes en la final | Resultado        |
| 1.  | 10 de abril de 2016 | Katowice | Dura (i)   | Marina Mélnikova | Eri Hozumi Miyu Kato  | 6-3, 5-7, [8-10] |

## Títulos ITF

### Dobles (19)
| Torneos de $100 000 |
| Torneos de $75 000  |
| Torneos de $50 000  |
| Torneos de $25 000  |
| Torneos de $15 000  |
| Torneos de $10 000  |

| N.º | Fecha                    | Torneos                 | Superficie    | Pareja              | Oponentes                                 | Resultado           |
| --- | ------------------------ | ----------------------- | ------------- | ------------------- | ----------------------------------------- | ------------------- |
| 1.  | 26 de mayo de 2008       | Járkov, Ucrania         | Tierra batida | Anastasiya Kyrylova | Yulia Lyndina Oksana Pavlova              | 6–3, 6–2            |
| 2.  | 17 de junio de 2011      | Járkov, Ucrania         | Tierra batida | Kateryna Kozlova    | Melanie Klaffner Lina Stančiūtė           | 6–4, 6–3            |
| 3.  | 17 de julio de 2011      | Contrexéville, Francia  | Tierra batida | Kateryna Kozlova    | Erika Sema Roxane Vaisemberg              | 2–6, 7–5, [12–10]   |
| 4.  | 6 de agosto de 2011      | Moscú, Rusia            | Tierra batida | Kateryna Kozlova    | Vaszilisza Bulgakova Anna Rapoport        | 6–3, 6–0            |
| 5.  | 17 de septiembre de 2011 | Mestre, Italia          | Tierra batida | Marina Mélnikova    | Tímea Babos Magda Linette                 | 6–4, 7–5            |
| 6.  | 14 de mayo de 2012       | Moscú, Rusia            | Tierra batida | Kateryna Kozlova    | Daria Lebesheva Yulia Valetova            | 6–1, 6–3            |
| 7.  | 21 de mayo de 2012       | Astana, Kazajistán      | Dura (i)      | Kateryna Kozlova    | Diana Isáyeva Ksenia Kirílova             | 6–2, 6–0            |
| 8.  | 4 de junio de 2012       | Karshi, Kazajistán      | Dura          | Kateryna Kozlova    | Veronika Kapshay Teodora Mirčić           | 7–5, 6–3            |
| 9.  | 13 de agosto de 2012     | Kazan, Rusia            | Tierra batida | Kateryna Kozlova    | Liudmila Kichenok Nadia Kichenok          | 6–4, 6–7(6), [10–4] |
| 10. | 17 de septiembre de 2012 | Shymkent,Kazajistán     | Dura          | Kateryna Kozlova    | Nigina Abduraimova Ksenia Palkina         | 6–2, 6–4            |
| 11. | 26 de agosto de 2013     | Kazan, Rusia            | Tierra batida | Kateryna Kozlova    | Başak Eraydın Veronika Kapshay            | 6–4, 6–1            |
| 12. | 16 de septiembre de 2013 | Batumi, Georgia         | Tierra batida | Kateryna Kozlova    | Christina Shakovets Alona Fomina          | 6–0, 6–4            |
| 13. | 25 de enero de 2014      | Sharm el-Sheikh, Egipto | Dura          | Veronika Kapshay    | Melis Sezer İpek Soylu                    | 3–6, 6–4, [10–5]    |
| 14. | 2 de febrero de 2014     | Sharm el-Sheikh, Egipto | Dura          | Veronika Kapshay    | Polina Leykina Despina Papamichail        | 7–6(5), 6–2         |
| 15. | 22 de febrero de 2014    | Moscú, Rusia            | Dura (i)      | Kateryna Kozlova    | Veronika Kudermetova Sviatlana Pirazhenka | 7–6(6), 6–4         |
| 16. | 10 de abril de 2015      | Qarshi, Uzbekistán      | Dura          | Polina Monova       | Kamila Kerimbayeva Ksenia Lykina          | 6-1, 6-3            |
| 17. | 8 de junio de 2015       | Minsk,Bielorrusia       | Tierra batida | Polina Monova       | Olga Ianchuk Daria Kasátkina              | 4–6, 6–0, [12–10]   |
| 18. | 19 de junio de 2015      | Minsk, Bielorrusia      | Tierra batida | Irina Jromacheva    | Pemra Özgen Anastasiya Vasylyeva          | 6–3, 6–0            |
| 19. | 12 de diciembre de 2015  | Cairo, Egipto           | Tierra batida | Dalila Jakupović    | Martina Caregaro Réka-Luca Jani           | Walkover            |